# Wentworth (Québec)
Pour les articles homonymes, voir Wentworth.
Wentworth est une municipalité de canton située dans Argenteuil, dans les Laurentides, au Québec (Canada).

## Toponymie
L'appellation Wentworth peut représenter le nom d'un village du comté de York en Angleterre ou le patronyme de John Wentworth, lieutenant-gouverneur de la Nouvelle-Écosse de 1792 à 1808.

## Histoire

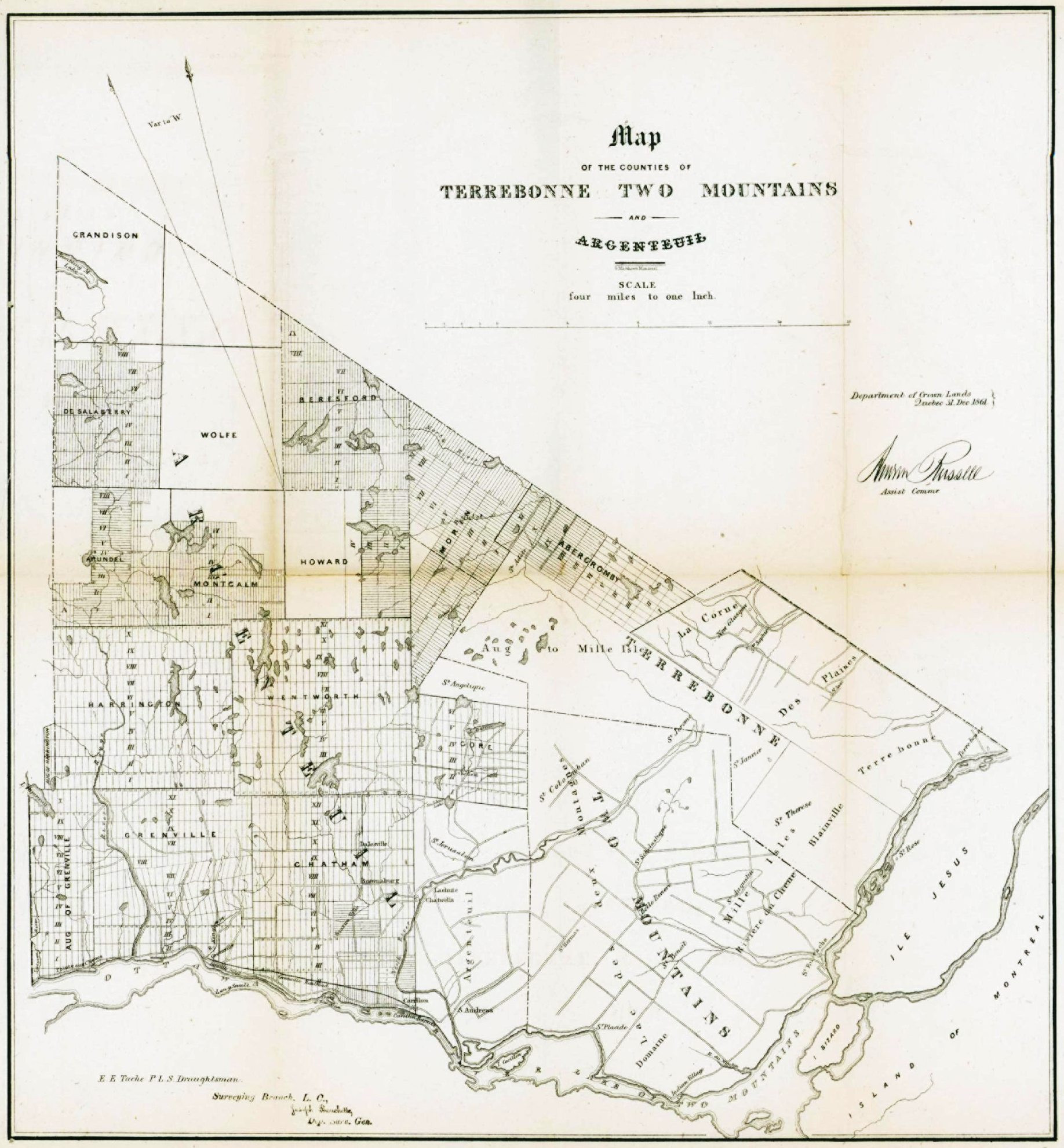
Comtés d'Argenteuil, Deux-Montagnes et Terrebonne en 1861

« La municipalité de canton, créée en 1855, a succédé à la municipalité de Gore établie en 1845, abolie en 1847 et dont le territoire englobait les townships de Gore et de Wentworth. Vers 1830, un groupe de colons, composé d'Irlandais et de Canadiens français, commencent à défricher les lieux, quoique péniblement. L'appellation Wentworth peut représenter le nom d'un village du comté de York en Angleterre. »

## Géographie
Son territoire à vocation forestière et de villégiature comprend les hameaux de Louisa et Dunany.
« Peuplé surtout dans sa partie sud, le territoire de cette municipalité de la MRC d'Argenteuil occupe une superficie de près de 89 km2, au nord-ouest de Lachute. Parsemé de lacs et de montagnes, il présente un sol rocailleux, sablonneux, graveleux, peu propice à la culture. L'omniprésence de plans d'eau (lacs Louisa, Rond, McDougall, Rainbow) attire, en ces lieux touristiques, vacanciers et adeptes de la pêche. »  Le territoire initial est divisé en 11 rangs de 28 lots selon une carte de 1861.

## Hydrographie
La rivière Dalesville traverse la municipalité du nord-est vers le sud. 
La rivière de l'Ouest traverse la municipalité du nord-est vers le sud-ouest.

## Démographie
| 1991 | 1996 | 2001 | 2006 | 2011 | 2016 | 2021 |
| ---- | ---- | ---- | ---- | ---- | ---- | ---- |
| 329  | 379  | 434  | 483  | 502  | 533  | 634  |

## Administration
Le mode d'élection du maire et des six conseillers se en bloc et sans division territoriale, tous les quatre ans. À l'élection de 2013, Marcel Harvey devient maire avec 50,6 % des voix devant le maire sortant, Edmund Kasprzyk, avec un taux de participation de 63,6 %.
|             | 2009-2013                                                                      | 2013-2017                                                                                           |
| Maire       | Edmund Kasprzyk                                                                | Marcel Harvey                                                                                       |
| Conseillers | Bill Gauley Marcel Harvey June Parker Ronald Price Marcel Raymond Donald Smith | Normand Champoux Jean-Guy Dubé Lorraine Lyng Fraser Sean Noonan Ronald Price Deborah Wight-Anderson |

| Wentworth Maires depuis 2001                                                                                         |                  |         |          |
| Élection | Maire            | Qualité | Résultat |
| 2001 | Marcel Raymond   |         | Voir     |
| 2005 | Normand Champoux |         | Voir     |
| 2009 | Edmund Kasprzyk  |         | Voir     |
| 2013 | Marcel Harvey    |         | Voir     |
| 2016 | Jason Morrison   |         | Voir     |
| 2017 | Jason Morrison   | Voir    |          |
| 2021 | Jason Morrison   | Voir    |          |
| Élection partielle en italique Depuis 2005, les élections sont simultanées dans toutes les municipalités québécoises |                  |         |          |

## Urbanisme
La municipalité de Wentworth est desservie par quelques routes collectrices, notamment les chemins de Dunany, Louisa et Glen, de même que par plusieurs routes en gravier, dont le chemin des Lacs au nord. Une ligne de transmission électrique traverse le territoire du nord-ouest à l'est.

## Éducation
La Commission scolaire Sir Wilfrid Laurier administre les écoles anglophones:
- École primaire Laurentian à Lachute[8]
- École secondaire Laurentian Regional (en) à Lachute[9]